# Aubin Olivier
Aubin Olivier, né à Roissy-en-France vers 1510 et mort en avril 1581 à Paris, est un ingénieur et graveur sur bois français qui a introduit en 1550 l'utilisation de la technique de fabrication des pièces de monnaie par la frappe au balancier en France

## Biographie
Pour réformer la monnaie française, Henri II a envoyé Guillaume de Marillac, intendant des Finances, et Aubin Olivier, pour enquêter sur la technologie de presse à vis utilisée par un orfèvre d'Augsbourg. Olivier a ensuite créé la Monnaie du Moulin des Étuves sur l'île de la Cité à Paris, définitivement autorisée en juillet 1553. Ses enfants issus de son mariage avec Charlotte Le Royer, Alexandre et Baptiste, puis ses proches parents héritèrent de cette fabrique, dont les enfants d'Alexandre, Gilbert et René Olivier, ainsi que son beau-frère Pierre Regnier, et enfin Aubin II Olivier. En 1648, Jean Varin en deviendra l'unique propriétaire, après avoir épousé Jeanne Desjours, la veuve de René Olivier assassiné le 18 novembre 1628, et la mère de Pierre et Denis Olivier, mettant fin à cette dynastie de maîtres du Moulin,.
Vers 1560, il travaille en association avec Abel Foullon, Jean Prondelle, et Pierre Gassen pour concevoir de nouveau caractère d'imprimerie en métal résistant. On trouve son nom associé en tant que graveur sur bois aux côtés de son beau-frère, l'imprimeur Jean Le Royer, et Jean Cousin, pour l'ouvrage Livre de perspective publié la même année à Paris.
Aubin Olivier ne semble pas graver le métal directement. Il est par ailleurs l'inventeur de la virole brisée, permettant de frapper un coin monétaire de façon plus précise et d'en contremarquer également les tranches, réduisant ainsi les risques de contrefaçon. À ce titre, il est récompensé par le roi en mars 1579 en étant fait maître héréditaire de la Monnaie.

## Hommage
En 1971, la Monnaie de Paris confie à Raymond Joly l'édition d'une médaille commémorative qui indique comme date de décès 1600.